# Hamadou Evelé
Hamadou Evelé, född 15 oktober 1949, är en friidrottare från Kamerun. Han deltog vid olympiska sommarspelen 1972.